# Luch (horlogerie)
Pour les articles homonymes, voir Luch.

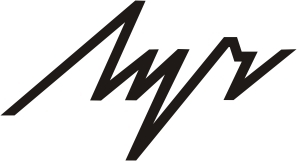
Logo Luch

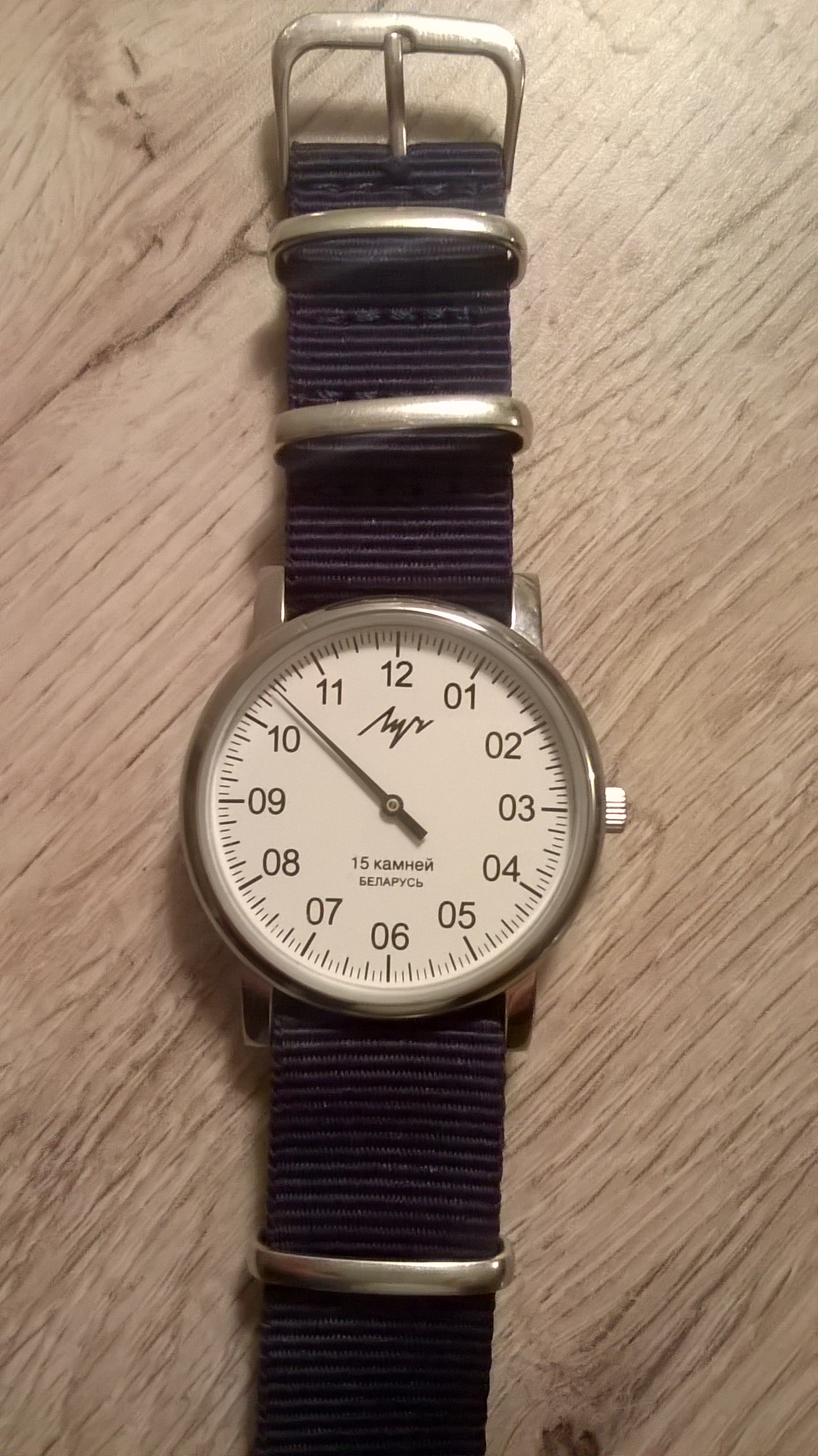
Montre mécanique Luch mono-aiguille sur bracelet Nato.

Luch (en russe Луч, « rayon ») est une marque de montres de la Fabrique Horlogère Minskoise (en russe : Минский часовой завод abrégé en МЧЗ) héritière de l'industrie horlogère soviétique.
Créée en 1953, la Fabrique Horlogère Minskoise produisait en masse un grand nombre de modèles sous les marques Zarja et Luch.
L'usine s'est également distinguée par sa production de petites montres-bijoux pour femmes  et de variantes du modèle haut de gamme ultra-fin pour homme sous la marque Luch mais aussi sous les appellations Vimpel ou Poljot de Luxe produit initialement par l'Usine Horlogère Moscovite numéro 1.
Ce modèle fut produit par Luch jusqu'à la fin des années 80 et la Fabrique Horlogère Minskoise écoula une grande partie de ses montres ultra-fines pour l'export vers l'occident sous les marques Sekonda (pour le marché anglais), Corsar (marché allemand), Cornavin, etc.

## Situation actuelle
Rescapée des années 90 et de l'hécatombe industrielle qui a suivi la chute du régime communiste l'usine emploie dorénavant près d'un millier d'employés et continue à produire des montres mécaniques et des montres à quartz animées par des mouvements de sa fabrication ou de fabrication japonaise 
Qu'elles soient à quartz ou mécaniques ses productions actuelles plutôt rustiques se caractérisent par des prix de vente très modestes malgré une qualité plutôt honorable.
L'un des modèles actuels les plus singuliers de la marque est probablement sa montre mécanique mono-aiguille.
Luch produit également des montres pour aveugle : le verre articulé de la montre permet de lire l'heure en touchant directement les aiguilles et le cadran en braille.

## Liste des mouvements équipant la production actuelle
Sauf mention contraire, les mouvements sont produits par l'usine.
- Mouvements équipant les montres mécaniques : 1801.1 (15 rubis), 2609 (16 rubis), 2616M (Remontage automatique, 22 rubis, Miyota).
- Mouvements équipant les montres à quartz : 1356M, 1656M (Miyota), 2350M (Miyota), 2350, 23858, 2356, et 2358 (destiné aux montres pour aveugles : supports des aiguilles renforcés pour permettre la lecture tactile directement sur le cadran)
- Mouvements à quartz équipant les réveils : 63210M
- Mouvements à quartz équipant les horloges : 6356M